# Tarjeta de grises

Tarjeta de grises del 18%.

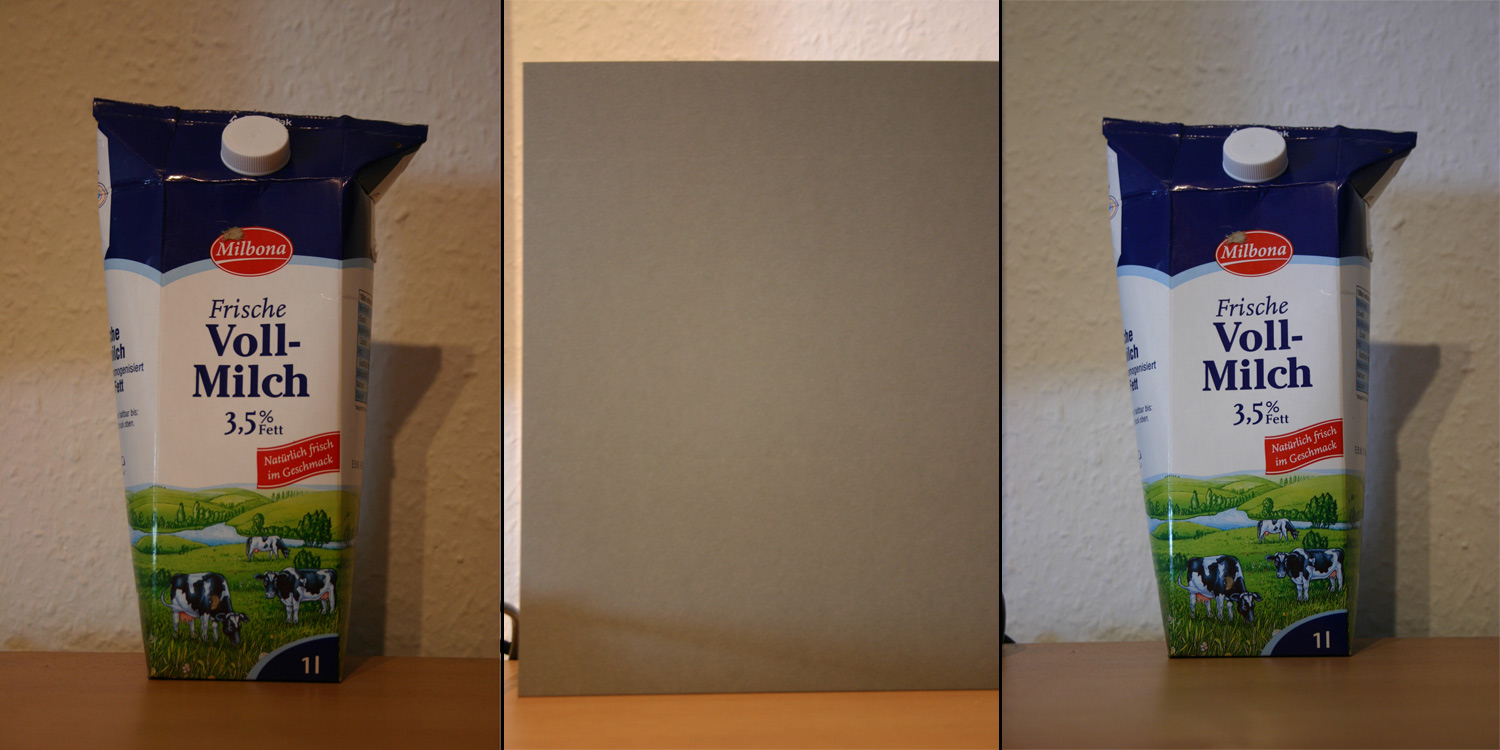
Imagen antes (izqda.) y después (dcha.) ajustadas con ayuda de una tarjeta de grises (en el centro).

Una tarjeta de grises es una referencia de tono medio gris que se utiliza junto con un exposímetro para conseguir una imagen consistente en su exposición y color, tanto en la fotografía como en el vídeo. Es especialmente útil en escenas con fuentes de luz artificial (ej. habitaciones sin luz solar).
Una tarjeta de grises es un objeto de color gris neutral que deriva de un espectro reflector plano. Un ejemplo típico es el kit de la Kodak R-27, que contiene dos tarjetas de 8x10" y una de 4x5" que reflejan el 18% de la luz visible que reciben, y una blanco en la parte opuesta con una reflectividad del 90%. Nótese que la reflectividad espectral plana es una condición más rigurosa que ser únicamente neutral; gracias a ello la tarjeta aparece neutral bajo todas la situaciones de iluminación (véase metamerismo).

## Aplicaciones
Su uso principal es el de servir de objeto estándar de referencia para determinar la exposición fotográfica. Una tarjeta de grises es una realización (aproximada) de la diseminación de Lambert; su aparente brillo (y determinación de exposición) por consiguiente no depende de su orientación a la fuente de luz. Incluyendo la tarjeta de grises en la escena que se fotografía, orientada a un ángulo determinado relativo a la dirección de la luz incidente y realizando una lectura de la misma con un exposímetro, el fotógrafo está en condiciones de conseguir una exposición homogénea y natural en las fotografías de su sesión. Esta técnica es similar al uso de un aparato que registre la luz incidente, dado que no depende de la luminosidad sino de la reflectividad del objeto.
Además de servir como ayuda para medir la exposición, una tarjeta de grises también se utiliza como una referencia para el balance de blancos, permitiendo a la cámara compensar el color iluminador en una escena.
Las tarjetas de grises se pueden utilizar tanto para equilibrar el balance de blancos de la cámara o para retocar las fotografías posteriormente con un programa informático. Muchas cámaras digitales tienen funciones de este tipo. Para conseguir el balance se toma una foto de la tarjeta de grises y se utiliza como referencia del balance de blancos en una serie de fotos. Si se pretende retocar las fotos posteriormente, se toma una foto de la escena que incluya la tarjeta de grises y el software utiliza el color de los píxeles de la tarjeta para realizar el balance de blancos en la fotografía y en otras posteriores.
La mayoría de cámaras digitales tienen funciones para controlar los colores en diferentes situaciones, por lo que para alguien que utilice el aparato fotográfico de forma esporádica, la tarjeta de grises no es necesario. Por el contrario, los fotógrafos profesionales y aquellos que buscan la máxima calidad en sus fotografías consideran la tarjeta de grises como algo imprescindible.  
Las tarjetas de grises están hechas de gran variedad de materiales, incluyendo plástico, papel o espuma.

## Limitaciones
Las tarjetas de grises sólo son útiles para corregir el balance de colores neutrales. Otras tarjetas, como las de colores, posibilitan una referencia estándar con un espectro calibrado de reflectividad y de coordenadas de color, permitiendo ajustar el color en una rango más amplio de situaciones.